# A Noite
A Noite (en español: "La Noche") fue un periódico vespertino brasileño de la ciudad de Río de Janeiro, publicado diariamente entre el 18 de junio de 1911 y el 27 de diciembre de 1957. Fue, al igual que O Globo, fundado por el periodista Irineu Marinho.

## Historia
A Noite fue fundado en 1911 por Irineu Marinho, Castelar de Carvalho, Marques da Silva y otros idealistas, como el primer periódico vespertino de Río de Janeiro. Saliendo a las siete de la tarde con las noticias hasta cerca de las cinco y media alcanzó rápida popularidad ayudado también por titulares de última hora en ediciones actualizadas.  El periódico llegó a tener hasta siete ediciones diarias y fue el único vespertino de la ciudad en alcanzar una tirada de doscientos mil ejemplares.
En 1925, Irineu dejó la dirección del periódico y fue sucedido por Geraldo Rocha. Marinho estaba en Europa cuando se enteró del plan de Geraldo de convertirlo en accionista minoritario de la empresa. Abandonó la empresa y fundó O Globo.
En 1929, el Edifício A Noite, entonces el rascacielos más alto de Río, fue inaugurado como nueva sede del periódico.
Después de pasar por las manos de grupos franceses, A Noite fue adquirido por el Gobierno Federal en 1940. Todavía en esa década, bajo la dirección de Carvalho Neto, Lincoln Massena y Almerio Ramos, el periódico volvió a alcanzar el equilibrio presupuestario, pero en la década siguiente volvió al déficit.
El periódico fue cerrado casi al final de 1957, en una decisión del superintendente de las Empresas Incorporadas al Patrimonio Nacional que fue criticada por los demás periódicos de la ciudad. "[A Noite]' nació y creció a la sombra del prestigio popular que supo conquistar durante un período de agitación política", escribió el Correio da Manhã]. "Alcanzó su apogeo, y luego comenzó su descenso, cuando elementos ajenos a la profesión se hicieron cargo del periódico. La Revolución de 1930 completó la obra confiscando los bienes de la empresa. En manos del gobierno, la decadencia del antaño querido periódico se hizo cada vez más pronunciada. Ahora estaba acabado desde el punto de vista material pero hacía tiempo que la opinión pública lo condenaba moralmente. La justicia del pueblo en tales casos es inexorable."
El periódico Jornal do Brasil argumentaba que el cierre de A Noite representaba la "incompetencia administrativa del Estado brasileño": "La desconfianza del público hacia la prensa de cualquier gobierno es de tal naturaleza que, en menos de veinte años, A Noite pasó de ser el mayor vespertino de la ciudad a perecer [de] una muerte sin gloria. Es un momento melancólico en la vida de la ciudad y de la prensa brasileña, y el gobierno debe haber pensado largo y tendido en soluciones y caminos a seguir antes de hacer sufrir a la vieja capital este nuevo e inesperado dolor."
Según declararon empleados al Diário Popular, "el cierre del vespertino forma parte de un plan que va desde su extinción hasta la transferencia de Rádio Nacional y otros órganos al control de un determinado grupo económico" no identificado por ellos. "El periódico realmente no tenía recursos para mantenerse", reconoció el redactor jefe Carvalho Neto. "Ahora se cree que el periódico será vendido. La solución para todos sería la vigencia del decreto redactado durante el gobierno del General Dutra, que dio A Noite a los empleados. Podían arrendarla con derecho a comprarla al coste histórico. La solución que hoy conocemos es trágica, dolorosa y, sobre todo, melancólica."

## Impacto cultural

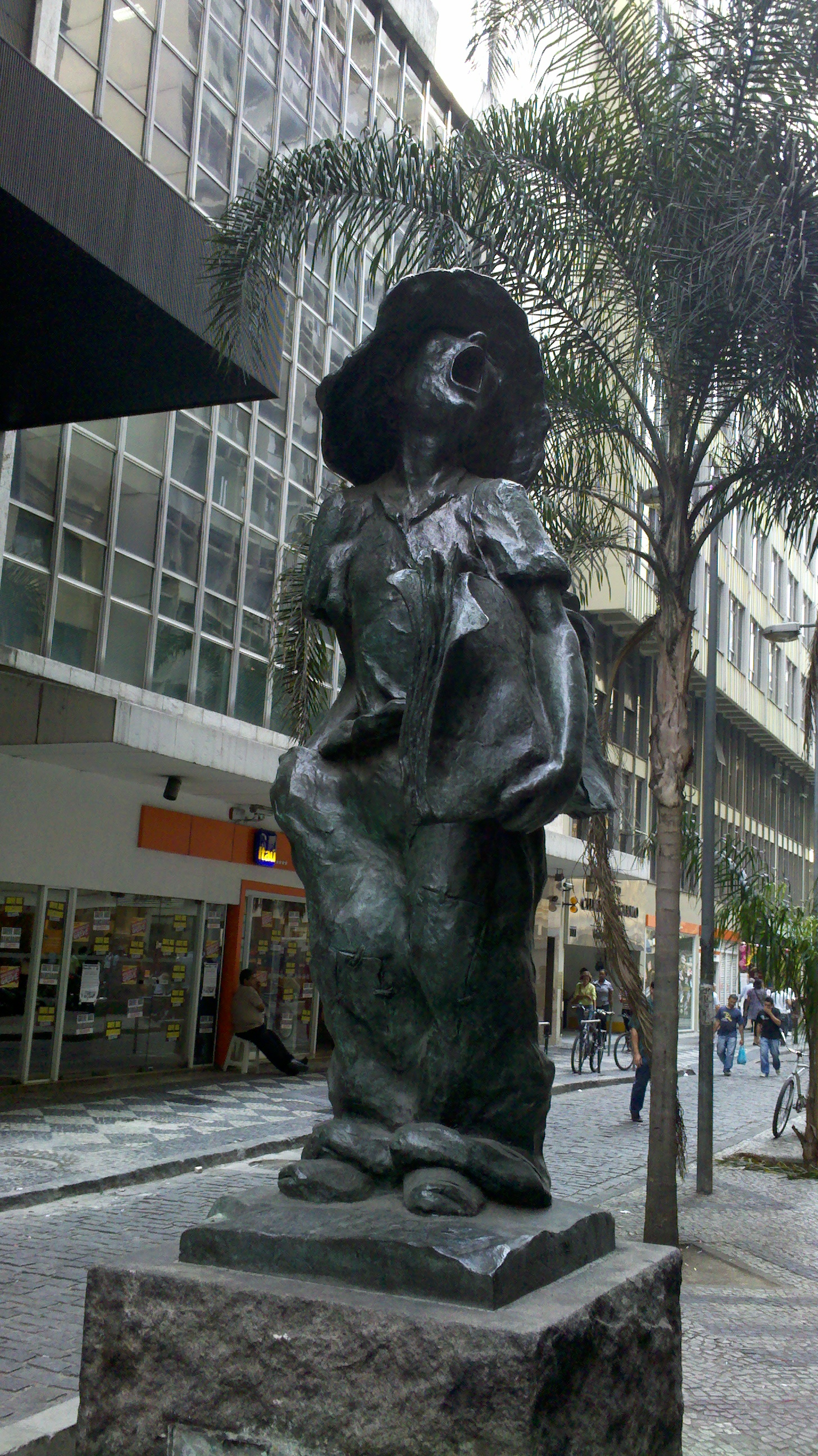
Monumento al Pequeño Periodista, iniciativa de A Noite

El periódico organizó el Miss Brasil 1929, cuando fue elegida Miss Distrito Federal, Olga Bergamini de Sá. En 1933, el periódico convocó un concurso para premiar la mejor canción de junio. El concurso acabó creando el género musical de melodías hechas específicamente para las fiestas de São João, siendo ganado ese año por Benedito Lacerda, con la canción "Briguei com São João". Otras iniciativas del periódico fueron la creación de concursos, como el "Rei Momo Primeiro e Único" o una competición de natación con disfraces, la Corrida da Fogueira y la estatua "Monumento ao Pequeno Jornaleiro", situada en el centro de Río.
En A Noite comenzó la carrera de la escritora Clarice Lispector, que, paralelamente a su trabajo en la Agência Nacional, tuvo allí su primer empleo como periodista y traductora, en 1939.  También fue el lugar donde Orlando Mattos comenzó su carrera como dibujante. 
Se lanzaron varias publicaciones adicionales, aprovechando el prestigio de A Noite, como A Noite Ilustrada, Vamos Ler, A Carioca y A Manhã, así como Rádio Nacional. El periódico también es considerado pionero en la integración de los lectores en las noticias, gracias a la creación de la sección "Carioca Repórter", imitada posteriormente por otros medios.